# Túnel Américo Simas
O Túnel Américo Simas é uma obra de engenharia e via pública localizada em Salvador, município capital do estado brasileiro da Bahia. É o túnel mais movimentado da cidade, atravessando a Falha Geológica de Salvador para conectar Cidade Alta e Cidade Baixa, interligando o Porto de Salvador e o resto do bairro do Comércio e o bairro da Calçada de um lado e, do outro, o Terminal do Aquidabã e o bairro de Nazaré a partir da Avenida Vale de Nazaré (Avenida Presidente Castelo Branco). Em seus cerca de 300 metros de extensão estão desenhadas quatro faixas de tráfego em sentido duplo, duas em cada. Além disso, está na área de influência do projeto do Sistema Viário Oeste (SVO), do qual forma parte a Ponte Salvador–Ilha de Itaparica.
Sua criação tem a ver com o desenvolvimento econômico e urbano da cidade, que tornou as ladeiras insuficientes ao trânsito de veículos terrestres entre os dois planos da cidade, sobretudo pelas pistas sinuosas e estreitas delas, a exemplo da Água Brusca, Misericórdia, Montanha, Preguiça. A ideia de 1858 para um túnel entre as Hortas do Carmo e os Coqueiros d’Água de Meninos foi aprovada com modificações pelo Presidente da Província da Bahia em 1866. Com o transporte por bondes na cidade, tanto a empresa Cantanhede & Cia Engenheiros – Empreiteiros quanto a Companhia Trilhos Centrais disputaram pela construção em área similar (entre Fonte dos Padres e Baixa dos Sapateiros). Em nenhuma das duas oportunidades, não houve concretização da ideia.
Assim, dentre várias outras propostas elaboradas, destacou-se a apresentação do engenheiro Américo Furtado de Simas na Semana de Urbanismo de outubro de 1935 de um projeto completo de túnel para circulação entre os dois planos de Salvador, o que lhe rendeu posteriormente a homenagem no nome da via. A construção, porém, foi assumida pela Prefeitura Municipal de Salvador apenas na gestão de Osvaldo Velloso Gordilho (1950-1954), tendo ali seu início em 1952, mas não seu final, já que a inauguração foi feita pela gestão de Nelson Oliveira em 30 de janeiro de 1967. Assim, foram 14 anos de construção do túnel, perfurando 15 metros de rocha na altura da Rua Direita de Santo Antônio, na Cidade Alta, para alcançar a Avenida Frederico Pontes, na Cidade Baixa. Em 27 de abril de 1971, houve deslizamento de terra no túnel em virtude de chuvas acima da média por três dias seguidos e outras causas geológicas, que resultou no abalo de moradias da Rua Joaquim Távora, danos ao frigorífico da CASEB e interdição temporária do túnel. O já ex-prefeito Godilho publicou em 1989 um livro dedicado à história dessa obra de engenharia.
Em 2007, o Conselho Regional de Engenharia, Arquitetura e Agronomia da Bahia (CREA-BA) apontou problemas na segurança do túnel em função de construções desordenadas, desmatamento irregular, falta de esgotamento sanitário adequado e presença de infiltrações em uma área de falha geológica, que é inerentemente instável, ainda que inativa. Em 2015, foram noticiados problemas na iluminação pública e limpeza urbana do túnel. Em 2018, a terceira edição do estudo “Infraestrutura de Salvador: Prazo de validade vencido”,  realizado pelo Sindicato Nacional das Empresas de Arquitetura e Engenharia Consultiva (SINAENCO), classificou o estado de conservação como ruim, dada a falta de manutenção periódica e as colisões de veículos mais altos que o permitidos com o teto do túnel, expondo ferragens do mesmo e sujeitando-as à corrosão. Em 2024, estruturas de ferro estavam expostas no teto do túnel podendo prejudicar veículos altos.